# Renée Faure
Renée Faure (4 listopada 1918 w Paryżu, zm. 2 maja 2005, Clamart, Hauts-de-Seine, Francja) − francuska aktorka filmowa, telewizyjna i teatralna.

## Filmografia
- 1976: Sędzia i zabójca